# 대곡리 장승제
대곡리 장승제는 세종특별자치시 소정면 대곡리에서 행해지는 제사 의식이다. 2014년 9월 30일 세종특별자치시의 향토문화유산 제47호로 지정되었다.

## 개요
대곡리 장승제(大谷里 長丞祭)는 세종특별자치시 소정면 대곡리 마을의 주민들이 매 윤년(閏年) 음력 1월 14일에 장승을 새로 만들어 세운 후에 마을의 풍요와 안녕, 화합을 바라면서 지내는 제사(祭祀)이다.
장승제의 기원은 밀양박씨(密陽朴氏) 집안의 박승조가 낙향하면서 시작되었다고 한다. 박승조의 형 박승종(朴承宗, 1562~1623)은 손녀가 광해군(光海君, 1575~1641)의 세자빈(世子嬪)으로 책봉되면서 1619년(광해군 11) 영의정(領議政)에 오르는 등 권세를 누리던 집안이었다. 하지만 인조반정(仁祖反正, 1623)이 일어나 가세가 기울자 박승조는 반정의 위협을 피하기 위해 어머니의 묘소를 대곡리로 모시고 이곳에 은거하였다. 그 후 박승조의 뜻에 따라 마을입구에 숲을 조성하여 서낭당을 만들고 장승을 세운 후 제사를 지내 던 것이 오늘날까지 이어지고 있다.
장승제는 제사를 지내는 관리를 보름 전에 마을 주민 중에 선출하고 몸가짐을 단정히 하는 것으로 시작한다. 제삿날 아침 마을의 청장년들은 장승목을 선정하여 고사를 지낸 후 베어와 남녀 한쌍의 장승을 만드는데 남상(男像)인 천하대장군(天下大將軍)은 머리에 관모(官帽)를 쓰고 있으며, 여상(女像)인 지하대장군(地下大將軍)은 얼굴에 곤지를 찍고 족두리를 썼다. 마을사람들 모두가 참여하여 장승을 만든 후 새로 만든 장승을 성별에 따라 기존에 있던 장승들 옆에 세우고 줄로 묶는다. 그 후 정성껏 준비한 마련한 제사음식을 올리고 분향(焚香)한 후 축문(祝文)을 읽고 소지(燒紙)를 태우는 순서로 진행된다. 제사를 마치면 제사에 올린 음식을 나눠먹으며 마을잔치를 여는 것으로 마무리 된다.

## 현지 안내문
대곡리 한자골은 조선 광해군 대에 연안 도호 부사를 지낸 박승조가 1618년 어머니 묘소를 조성하며 터를 잡고 살아온 이후 4백년간 밀양 박씨의 집성촌이었다. 한자골의 마을 입구는 서북향으로 훤히 트여 있는 형세여서 바람이 심하게 불고, 이곳으로 좋은 기운이 빠져나간다고 여겨졌다. 마을 사람들은 이곳에 숲을 만들고 길가에 장승과 솟대를 세워 풍요와 안정을 기원하였다.
대곡리 장승제는 윤년이 되는 해의 정월에 지낸다. 북쪽을 향한 조선 소나무(육송)을 깍아서 윗부분으로는 천하 대장군을, 아랫부분으로는 지하 대장군을 만들고, 가지로는 솟대 한 쌍을 만든다. 새 장승은 정원 대보름날 해가 넘어갈 무렵에 풍장패를 앞세우고 장승제를 지내면서 세운다. 이때 선출된 제관은 몸과 마음을 청결히 한 후 마을의 평안과 태평을 비는 소지 의식 소원을 적은 종이를 태우는 의식을 하며 각 가족의 소원을 간절히 빈다. 평소에도 장승 앞에서 기원을 하면 영험하다는 전설이 전해지며, 2002년에는 서울 경복궁 내에 있는 국립민속박물관 앞뜰에서 대곡리 장승제가 시연되었다.